# Bienengarten
Der Bienengarten (auch: „Bienengarten mit belebten Skulpturen“) ist eine landschaftsarchitektonische Installation der Künstlerin Jeanette Zippel auf dem Wartberggelände in Stuttgart.
In der Lichtung eines Waldstücks sind in einem runden Areal von ca. 16 m Durchmesser sechs figurenförmige Skulpturen aus Naturmaterialien installiert. Sie bieten Wild- und Honigbienen eine Behausung. „Der choreographische Aufbau“ des Kieswegs, der den Garten in der Mitte durchschneidet, „erinnert an die Kommunikationsform der Bienen, den Schwänzeltanz“. Die Pflanzenfelder wurden ausschließlich mit Bienennährpflanzen besetzt, die sich hier frei entfalten dürfen und daher teilweise auch die Skulpturen umwuchern.
Der „Bienengarten“ ist eine der „Kunststationen“, die zur Internationalen Gartenbauausstellung 1993 (IGA '93) in der Parklandschaft des Grünen U in Stuttgart errichtet wurden und nach der Ausstellung erhalten blieben.
Hinweis: Ziffern in Klammern, z. B. (12), verweisen auf die entsprechenden Nummern im Plan des Wartberggeländes.

## Lage

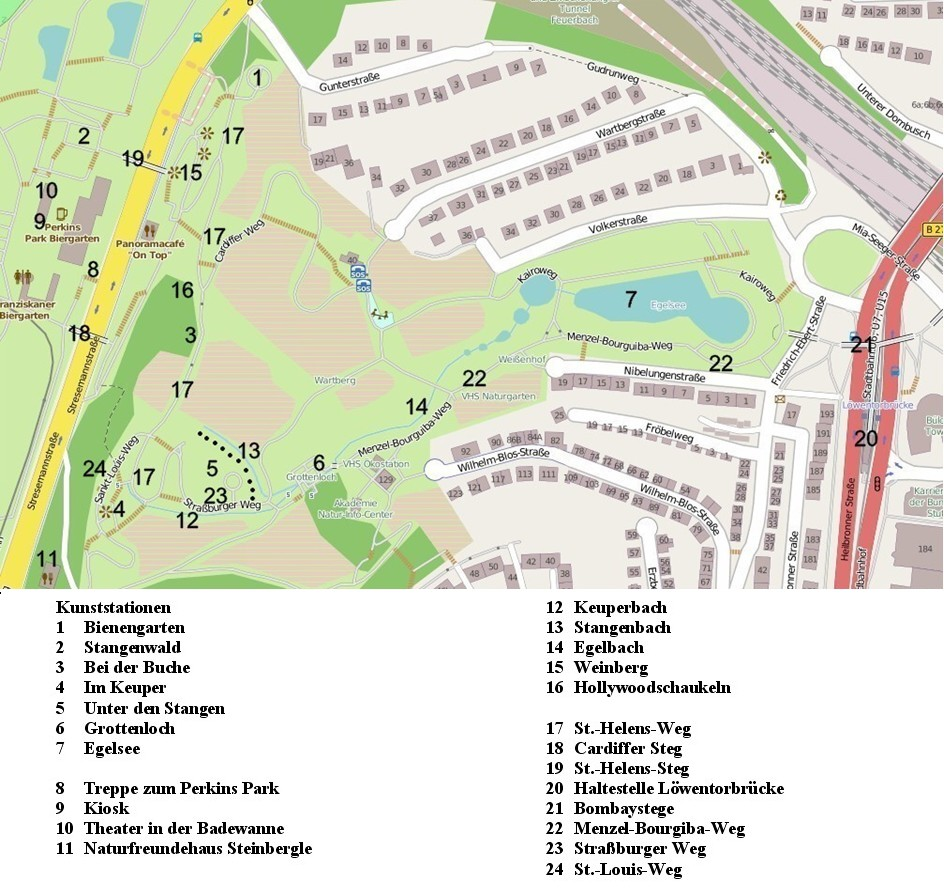
Plan des Wartberggeländes.

Die Kunststation „Bienengarten“ (1) liegt zwischen Stresemannstraße und Gunterstraße am St.-Helens-Weg (17).

## Beschreibung

### Belebte Skulpturen
In jedem der beiden Pflanzenfelder sind drei Skulpturen aufgestellt, zu denen sich Jeanette Zippel durch schlesische Figurenstöcke und die Bannkörbe in der Lüneburger Heide anregen ließ (siehe Konzept). Die sich in der Mitte verjüngenden, über zwei Meter hohen Rundplastiken bestehen aus zwei spindelförmigen Teilen, „einem bienenähnlichen Unterkörper und [einem] menschlichen Oberkörper“, und stellen „einen kulturhistorischen Bezug zur Artemis, der Fruchtbarkeits- und Schutzgöttin der Bienen dar“.
Ursprünglich waren zwei Skulpturen aus dunklem, geschichtetem Eichenholz und eine Skulptur aus genähtem Roggenstroh für Honigbienen aufgestellt. Die gefäßartigen Innenräume waren für 6 Bienenvölker angelegt, die darin einen Naturwabenbau errichten konnten. Im Laufe der Zeit wurden zwei dieser Skulpturen durch weitere Wildbienenskulpturen aus Sandstein ersetzt. Eine Eichenholzskulptur für Honigbienen blieb erhalten. Alle anderen Skulpturen sind für unterschiedliche Wildbienen gedacht. Einer der Wildbienenstöcke ist aus Lehm und Weidengeflecht geformt, einer ist auch aus Eichenholz und einer ist aus Rundlochklinkern mit eingesteckten Bambusstäben. Durch den Einsatz von Naturmaterialien will die Künstlerin einen direkten Bezug zu den natürlichen Lebensräumen des Bienenvolks herstellen.

### Zustand
Der Bienengarten mit belebten Skulpturen wurde nach aufwendiger Instandsetzung im Mai 2019 wiedereröffnet.

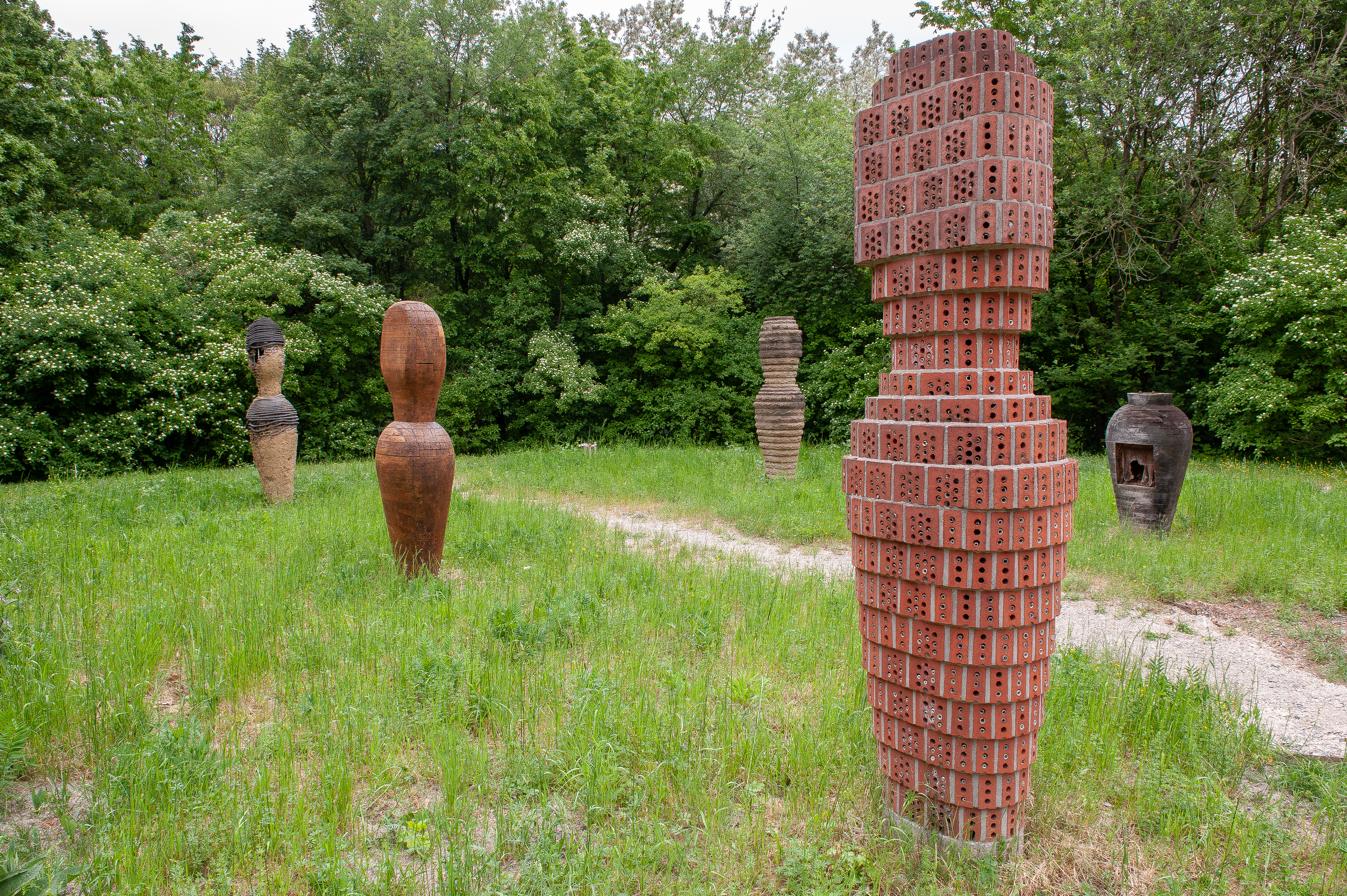
Vor der Instandsetzung (Mai 2018)

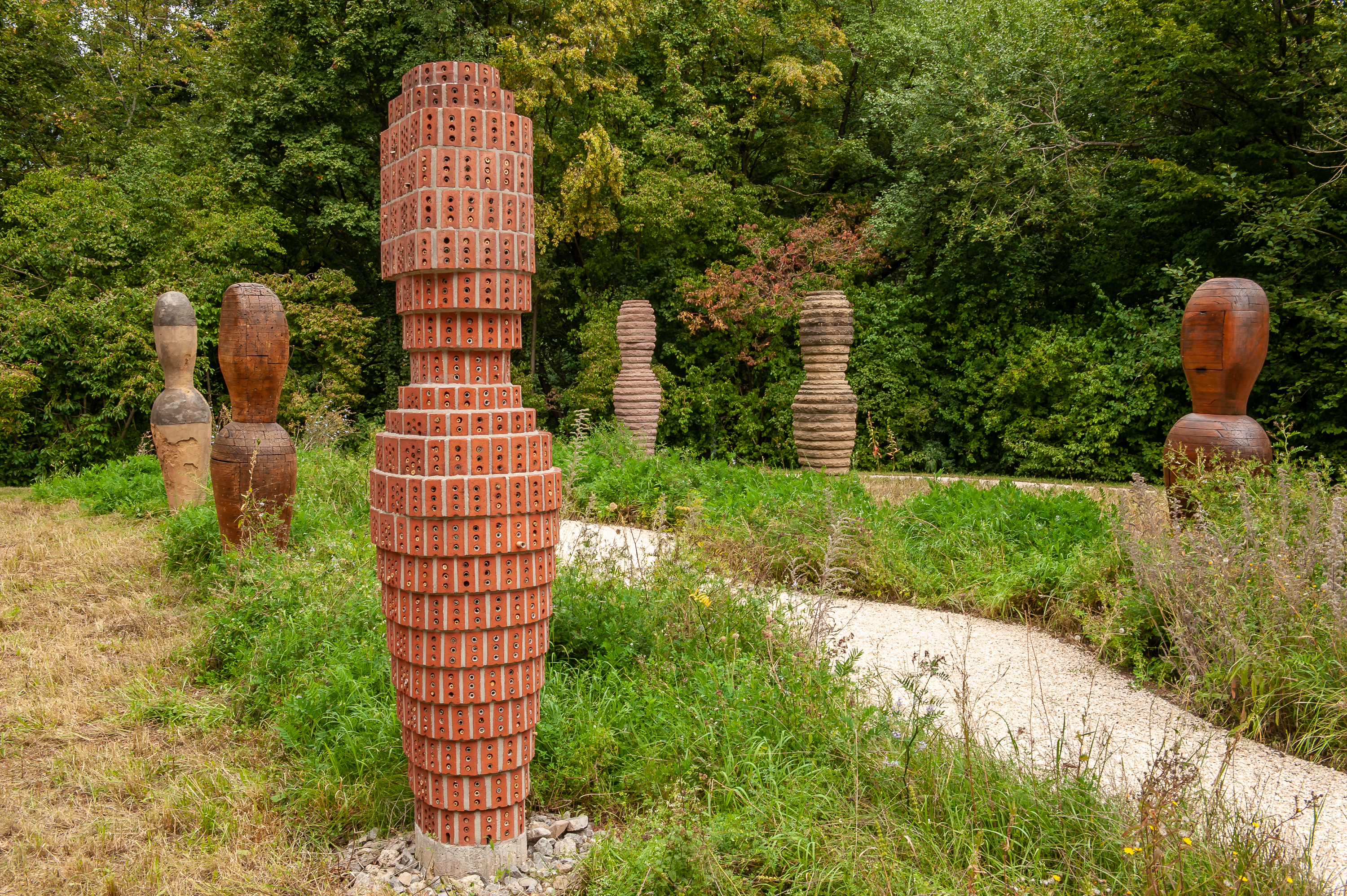
Nach der Instandsetzung (Sept. 2019)

## Konzept
Jeanette Zippel legte ihrer Installation folgende Überlegungen zu Grunde:
- Die künstlerische Gestaltung des Bienenpflanzengartens ist dem Schwänzeltanz der Honigbiene nachempfunden, wodurch die Tanzform der Biene zur Laufform für den Menschen wird. Kreisförmig umschließt die Wegform zwei Pflanzenfelder, die durch den mittleren Weg des Schwänzeltanzes, der „Schwänzelphase“, voneinander getrennt sind. In den Pflanzenfeldern sowie in der gesamten Umgebung des Bienengartens sind ausschließlich Bienennährpflanzen mit besonderer Rücksicht auf gegenseitig spezialisierte Wildpflanzen und -bienen angelegt. Der Bienenpflanzengarten trägt die Blüten und lässt dadurch die Bienen tanzen.

- Sechs Skulpturen stehen in den Innenkurven der „Schwänzelphase“. Anregung zur Gestaltung der Skulpturen war die traditionelle Form der „Figurenstöcke“ aus Schlesien, figürlich in Holz geschnitzter Bienenbehausungen, die vorwiegend Heilige darstellten, sowie die „Bannkörbe“ der Lüneburger Heide, als Menschenköpfe und -fratzen gestaltete Bienenkörbe aus Roggenstroh.

- Der „Bienenpflanzengarten mit Figurenstöcken“ ist als künstlerisches Projekt auf eine weit über die IGA hinausreichende Verbesserung des am Standort vorhandenen Naturbestandes angelegt. Das Angebot an Nistgelegenheiten durch die Skulpturen und das vermehrte Angebot an Nährpflanzen werden das Habitat der Wildbienen Jahr für Jahr vergrößern und somit dem Begriff „Skulptur im öffentlichen Raum“ eine Dimension hinzufügen.